# Voyage of the Acolyte
Albums de Steve Hackett
Please Don't Touch!
(1978)
Voyage of the Acolyte est le premier album solo du guitariste de Genesis, Steve Hackett. Il sort en octobre 1975 sur le label Charisma, Chrysalis aux États-Unis,  et est produit par Hackett et John Acock.

## Historique
Cet album est enregistré deux semaines seulement après le dernier concert de la tournée de Genesis The Lamb Lies Down on Broadway 1975. L'enregistrement se déroule en juin et juillet 1975 dans les studios Kingsway Recorders de Londres. Une édition remasterisée avec deux titres bonus paraitra en 2005 chez Virgin Records : A Tower Struck Down en version live et une version longue de Shadow Of the Hierophant.
Mike Rutherford et Phil Collins, tous deux membres de Genesis, apparaissent sur ce disque. Sally Oldfield, la sœur de Mike Oldfield, chante sur Shadow of the Hierophant : cette dernière pièce a été composée en 1972 et jouée pendant les répétitions de Foxtrot mais, n'ayant pas été retenue par le groupe, elle a été mise de côté par Hackett pour réapparaitre sur cet album. Les titres des chansons de cet album sont inspirées des cartes de tarot.
Kim Poor, la compagne de Steve Hackett à l'époque, réalise la conception graphique de la pochette du disque. Parmi les autres musiciens, Percy Jones est le bassiste originel de Brand X, groupe avec lequel Phil Collins a joué en 1976 ; John Acock, qui produira certains albums de Steve en plus de jouer des claviers sur la plupart d'entre eux, est mort en 2014 ; Robin Miller a joué sur certains albums de King Crimson dont Islands et Lizard ; Nigel Warren-Green est un musicien de studio qui a joué entre-autres avec Murray Head, Steve Hackett et Phil Collins.
Deux pièces de l'album ont été reprises par Steve Hackett lui-même sur son plus récent disque, Genesis Revisited II : A Tower Struck Down et Shadow Of the Hierophant.
L'album se classe à la 26e position dans les charts du Royaume-Uni et à la 191e place du Billboard 200 aux États-Unis.

## Titres
Toutes les titres sont signés par Steve Hackett, sauf indications contraires.

### Face 1
1. Ace of Wands – 5:23
2. Hands of the Priestess I – 3:28
3. A Tower Struck Down (Steve Hackett, John Hackett) – 4:53
4. Hands of the Priestess II – 1:31
5. The Hermit – 4:49

### Face 2
1. Star of Sirius – 7:08
2. The Lovers – 1:50
3. Shadow of the Hierophant (Steve Hackett, Mike Rutherford) – 11:44

### Titres bonus sur la version remixée de 2005
1. Ace of Wands (live at the Theatre Royal) – 6:32
2. Shadow of the Hierophant (version longue) – 17:01

## Musiciens
- Steve Hackett : guitare électrique et acoustique, guitare 12 cordes, mellotron, harmonium, cloche, autoharpe, chant sur The Hermit, effets sonores
- John Hackett : flûte, synthétiseur ARP, cloche
- Robin Miller : hautbois, cor anglais
- Mike Rutherford: basse, pédale basse Moog Taurus, guitare Fuzz 12-cordes
- John Gustafson : basse sur Star of Sirius
- Percy Jones : basse sur A Tower Struck Down
- Nigel Warren-Green : violoncelle
- John Acock : piano acoustique, piano électrique Elka Rhapsody, mellotron, harmonium
- Phil Collins : batterie, vibraphone, percussion, chant sur Star Of Sirius
- Sally Oldfield : chant sur Shadow of the Hierophant

## Équipe technique
- John Acock : ingénieur du son
- Louie Austin, Paul Watkins, Rob Broglia : assistants ingénieurs du son
- Tex Read, Geoff Banks, Steve Baker : équipement
- Tony Smith, Alex Sim : organisation
- Kim Poor : dessins de la pochette, a remporté le prix de la pochette de l'année 1976

## Charts
| Pays        | Durée du classement | Meilleur classement |
| ----------- | ------------------- | ------------------- |
| États-Unis  | 4 semaines          | 191e                |
| Royaume-Uni | 4 semaines          | 26e                 |